# أمول ثابار
أمول رودجر ثابار ولد يوم 29 افريل 1969 بمديمة تروي بولاية ميتشيغان وهو محامٍ وفقيه أمريكي يعمل كقاضي دائرة بالولايات المتحدة في محكمة الاستئناف الامريكية للدائرة الشادسة . وهو قاضي مقاطعة سابق بالولايات المتحدة في محكمة مقاطعة الولايات المتحدة للمنطقة الشرقية من ولاية كنتاكي ومحامي الولايات المتحدة السابق للمنطقة الشرقية من ولاية كنتاكي. وكان أيضًا أول تعيين للرئيس ترامب في محكمة الاستئناف والتعيين القضائي الثاني لترامب بعد القاضي نيل جورساتش . تمت مناقشة ثابار كمرشح للمحكمة العليا للولايات المتحدة .

## روابط خارجية
- Amul Thapar at Ballotpedia
- Biography at University of Virginia School of Law
- Biography at Northern Kentucky (archived)
- United States Court of Appeals for the Sixth Circuit Official Website
- Knoxville News Sentinel article, 5/11/2013
- Questionnaire for Judicial Nominees for the United States Senate Committee on the Judiciary
- Contributor profile from the Federalist Society
- مرات الظهور على سي-سبان